# Petrolina de Goiás
Petrolina de Goiás este un oraș în Goiás (GO), Brazilia.